# Episodi di The Fall - Caccia al serial killer (terza stagione)
La terza ed ultima stagione della serie televisiva The Fall - Caccia al serial killer è stata trasmessa in prima visione in Irlanda su RTÉ One dal 25 settembre 2016 e nel Regno Unito su BBC Two dal 29 settembre 2016; il finale di stagione è stato trasmesso rispettivamente il 28 ottobre ed il 3 novembre 2016.
In Italia la stagione è andata in onda sul canale satellitare Sky Atlantic dal 30 dicembre 2016 al 20 gennaio 2017.
| nº | Titolo originale      | Titolo italiano            | Prima TV Irlanda  | Prima TV Italia  |
| -- | --------------------- | -------------------------- | ----------------- | ---------------- |
| 1  | Silence and Suffering | Silenzio e sofferenza      | 25 settembre 2016 | 30 dicembre 2016 |
| 2  | His Troubled Thoughts | I suoi pensieri tormentati | 2 ottobre 2016    | 30 dicembre 2016 |
| 3  | The Gates of Light    | I cancelli della luce      | 9 ottobre 2016    | 6 gennaio 2017   |
| 4  | The Hell Within Him   | L'inferno dentro di lui    | 16 ottobre 2016   | 13 gennaio 2017  |
| 5  | Wounds of Deadly Hate | Ferite di odio mortale     | 23 ottobre 2016   | 20 gennaio 2017  |
| 6  | Their Solitary Way    | La via solitaria           | 28 ottobre 2016   | 20 gennaio 2017  |